# Paraleyrodes urichii
Paraleyrodes urichii là một loài côn trùng cánh nửa trong họ Aleyrodidae, phân họ Aleurodicinae.
Paraleyrodes urichii được Quaintance & Baker miêu tả khoa học đầu tiên năm 1913.